# FK 라드니츠키 1923
FK 라드니츠키 1923(세르비아어: Фудбалски клуб Рaднички 1923)는 세르비아 크라구예바츠의 프로 축구단이다 라드니츠키(Radnički)라는 이름은 세르비아어로 "노동자"를 의미하며 그 뿌리는 구단이 20세기 전반기에 노동운동과의 관계로 인해서였다.

## 선수 명단

### 현역
- 보잔 아지치
- 부카신 불라토비치
- 베심 세르베치치(2024 ~ )
- 토미슬라브 다디치

### 역대
틀:FK 라드니츠키 1923 선수 명단